# Chrysler Newport (1979–1981)
Der Chrysler Newport der Modelljahre 1979 bis 1981 ist eine viertürige Full-Size-Limousine mit Stufenheck, die der US-amerikanische Chrysler-Konzern unter eigener Marke vor allem in Nordamerika verkaufte. Diese Baureihe wird nach verbreiteter Zählung als fünfte Generation der Chrysler-Newport-Familie angesehen; sie ist zugleich die letzte. Der Newport der Modelljahre 1979 bis 1981 basierte ebenso wie seine Schwestermodelle Chrysler New Yorker, Dodge St. Regis und Plymouth Gran Fury auf der konzerneigenen R-Plattform (R-Body). Der Newport ließ sich nur in vergleichsweise geringen Stückzahlen absetzen. 

## Entstehungsgeschichte
1961 hatte der Chrysler-Konzern die Baureihe Newport als neues Basismodell seiner Kernmarke eingeführt. Der Newport war seitdem zwar meist baugleich mit dem Chrysler New Yorker, hatte aber eine schwächere Ausstattung und einen günstigeren Verkaufspreis. Außerdem unterschieden sich die Karosserien des Newport und des New Yorker regelmäßig in einigen Details voneinander. 
Die fünfte Generation des Newport erschien zum Modelljahr 1979. Sie war das Resultat der Bemühungen Chryslers, angesichts der Ölpreiskrisen der 1970er-Jahre auch im Full-Size-Segment kleinere und verbrauchsgünstigere Fahrzeuge ins Programm zu nehmen. Die bisherige große Full-Size-Reihe, die noch auf der 1965 eingeführten C-Plattform basierte und zu der unter anderem die vierte Generation des Newport gehörte, war bis 1978 im Programm geblieben und mit ihrem hohen Gewicht und ausladenden Dimensionen zuletzt ein Anachronismus geworden. Zu dieser Zeit hatten General Motors und Ford in diesem Segment bereits seit einem bzw. zwei Jahren größen- und gewichtsreduzierte Modelle im Angebot. Chryslers Umstellung auf kleinere Full-Size-Modelle war halbherzig. Während General Motors und Ford vollständig neue Plattformen entwickelt hatten, brachte Chrysler für dieses Segment die R-Plattform heraus, die lediglich eine überarbeitete Version der alten, auf das Jahr 1962 zurückgehenden und ursprünglich für die Intermediate-Reihe gedachten B-Plattform war.
Bei Chryslers Kernmarke wurde erneut die bekannte Differenzierung zwischen dem Basismodell Newport und dem New Yorker genannten Spitzenmodell aufgegriffen. Beide Autos stimmten technisch weitestgehend überein. Die Front- und Heckgestaltung des New Yorker wich aber von der des Newport ab; außerdem hatte er eine wesentlich bessere Ausstattung.
Der R-Body-Newport blieb bis 1981 im Programm. Seine Produktion fiel mit einer schweren wirtschaftlichen Krise des Chrysler-Konzerns zusammen. 1979 und 1980 stand Chrysler mehrfach am Rand der Zahlungsunfähigkeit und überlebte nur durch Kredite, die von Staatsbürgschaften abgesichert waren. Die anhaltenden Insolvenzgerüchte dieser Jahre beeinflussten die Nachfrage nach den großen Chrysler-Modellen wie dem Newport nachteilig.
1982 erschien mit dem E Class eine kleinere Limousine mit Frontantrieb, die in Chryslers Modellpalette die Position des bisherigen Newport einnahm.

## Modellbeschreibung

### Karosserie

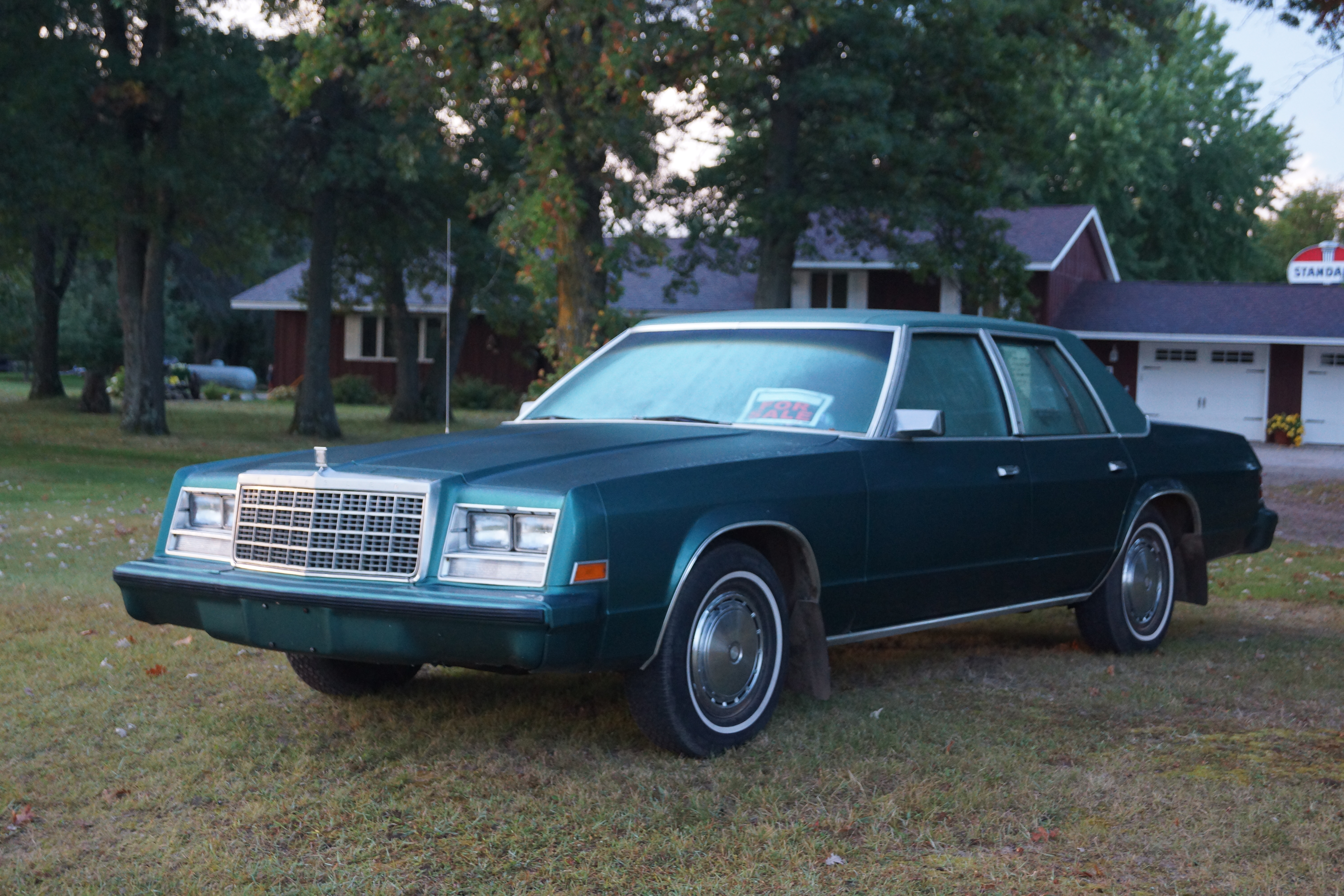
Unverdeckte Scheinwerfer und vergitterte Kühlermaske

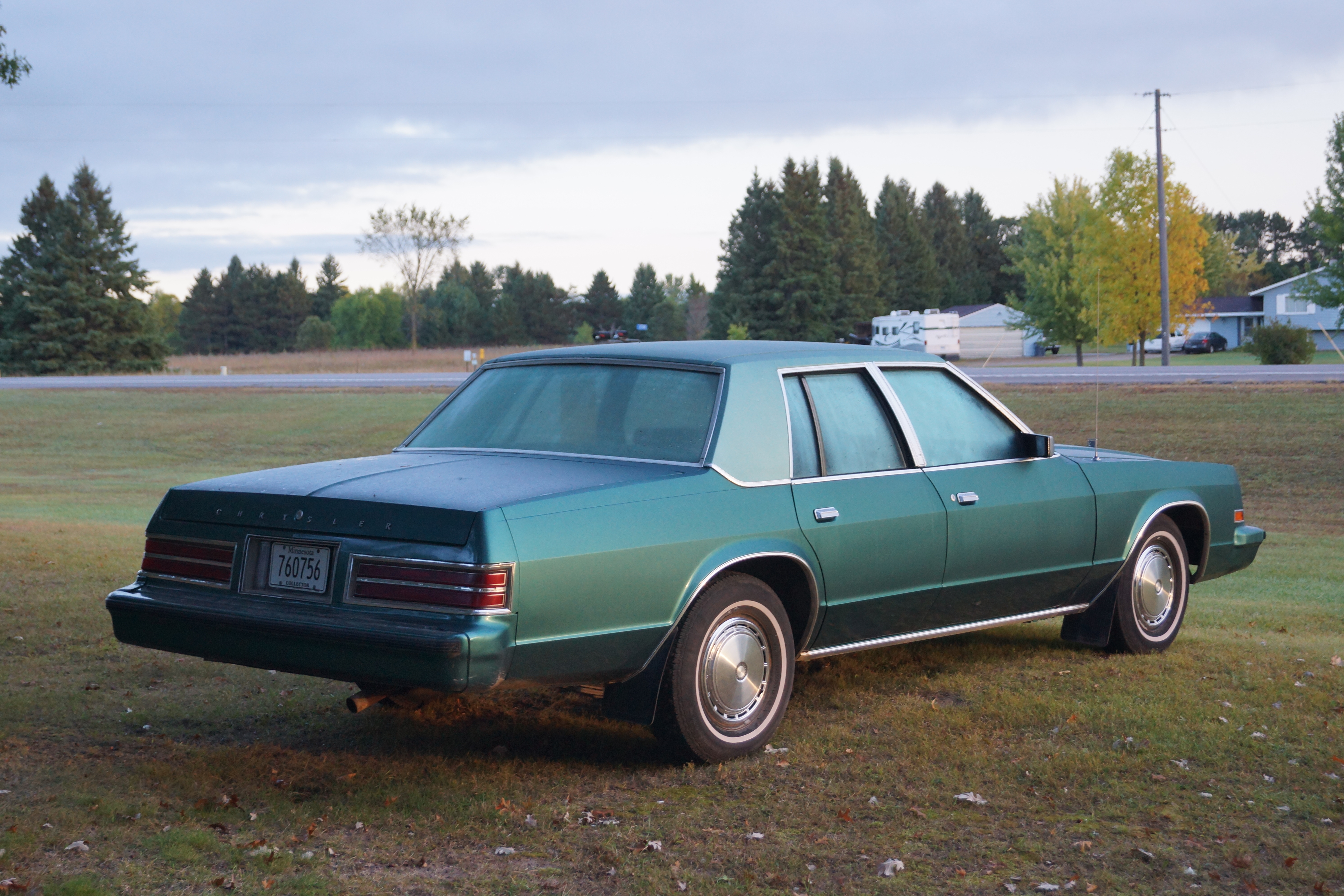
Chrysler Newport (1979)

Der Chrysler Newport war wie seine Schwestermodelle ausschließlich als viertürige Limousine mit Stufenheck und fest stehender B-Säule erhältlich. Chrysler bezeichnete diese Karosseriebauform – streng genommen widersprüchlich – als Pillared Hardtop (sinngemäß: Hardtop mit Mittelsäule). Echte Hardtops, ein zweitüriges Coupé und einen großen Kombi, die noch bei den Vorgängern zur Modellpalette gehörten und die die Konkurrenten nach wie vor im Angebot hatten, gab es bei keinem R-Body-Ableger.
Die Grundkarosserie des Newport stimmt mit den Karosserien des Chrysler New Yorker, des Dodge St. Regis und des Plymouth Gran Fury überein; Unterschiede gab es nur bei den Front- und Heckmasken sowie beim Dekor. Bei der Gestaltung der Karosserien der R-Body-Familie hatten die Designer Wert darauf gelegt, trotz kürzerer Abmessungen den Eindruck unveränderter Größe zu erwecken. Der Kofferraum und die Motorhaube blieben lang, während die Fahrgastzelle einen gedrungenen Eindruck machte.
Der Newport hat eine leicht geneigte Frontmaske. Die rechteckigen Doppelscheinwerfer sind zurückversetzt. Anders als beim New Yorker und beim Dodge St. Regis sind sie nicht hinter einer Klappe angebracht. Unter den Scheinwerfern befinden sich die waagerecht angeordneten Blinker und Standleuchten. Im Modelljahr 1980 übernahm der Plymouth Gran Fury diese Frontgestaltung. Die Rückleuchten liegen waagerecht oberhalb der Stoßfänger.
Der Newport gehört zusammen mit seinen Schwestermodellen zu den ersten US-amerikanischen Autos, bei denen die seit 1973 vorgeschriebenen Sicherheitsstoßstangen ansatzweise optisch in den Karosseriekörper einbezogen waren.

### Motorisierung und Kraftübertragung

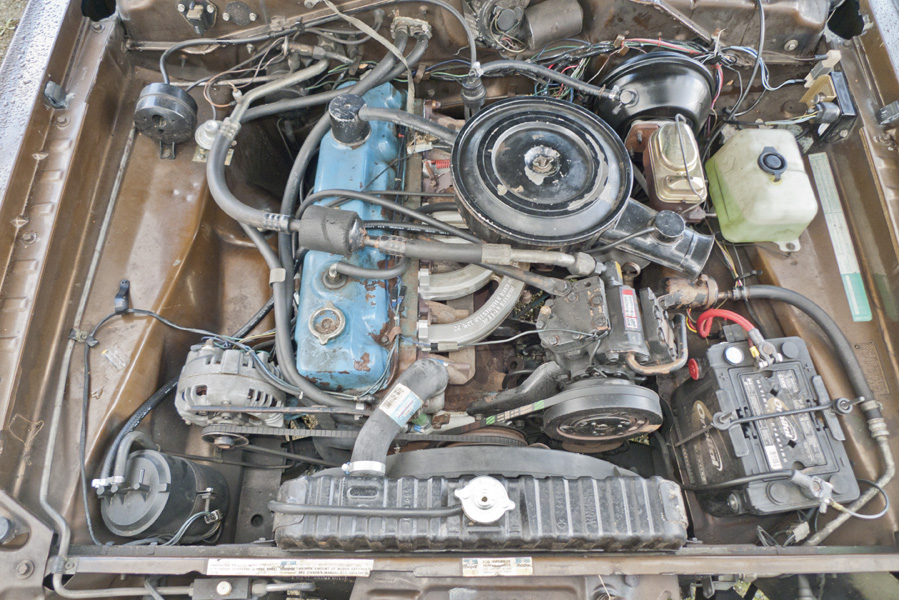
Chryslers Slant-Six-Motor

Basismotorisierung des Newport war ein Reihensechszylindermotor mit 3682 cm³ (224 cui) Hubraum. Dieser Slant Six genannte, 1959 eingeführte Block war im Schwestermodell New Yorker nicht erhältlich. Wahlweise und gegen Aufpreis gab es im Newport verschiedene Ausführungen des Small-Block-Achtzylinder-V-Motors aus Chryslers LA-Reihe. In allen Modelljahren war eine kleine LA-Version mit 5210 cm³ (318 cui) Hubraum lieferbar, 1979 und 1980 außerdem eine 5898 cm³ (360 cui) große Variante. 
Die Leistungsdaten der Motoren variieren in den einzelnen Modelljahren in Abhängigkeit von strenger werdenden Emissionsschutz- und Verbrauchsbestimmungen. Der Slant-Six-Motor leistete im Modelljahr 1981 nur noch 63 kW (86 PS). Damit war der Newport in dieser Version eines der am schwächsten motorisierten Autos seines Jahrgangs und gilt als typisches Beispiel für die Fehlentwicklungen der Malaise Era.
Die Motoren sind im Newport vorn längs eingebaut. Sie treiben die Hinterräder an. Als Kraftübertragung kam bei allen Motorisierungen ausschließlich ein automatisches Dreiganggetriebe (Typ TorqueFlite) zum Einsatz.
| Chrysler Newport: Übersicht über die Motorisierungen |          |                          |                          |                          |                      |                      |                      |                      |                      |                      |                      |
| Bauart                                               | Bauart   | Ottomotor                | Ottomotor                | Ottomotor                | Ottomotor            | Ottomotor            | Ottomotor            | Ottomotor            | Ottomotor            | Ottomotor            | Ottomotor            |
| Bauart                                               | Bauart   | Reihensechszylindermotor | Reihensechszylindermotor | Reihensechszylindermotor | Achtzylinder-V-Motor | Achtzylinder-V-Motor | Achtzylinder-V-Motor | Achtzylinder-V-Motor | Achtzylinder-V-Motor | Achtzylinder-V-Motor | Achtzylinder-V-Motor |
| Hubraum                                              | Hubraum  | 3682 cm³ (224 cui)       | 3682 cm³ (224 cui)       | 3682 cm³ (224 cui)       | 5210 cm³ (318 cui)   | 5210 cm³ (318 cui)   | 5210 cm³ (318 cui)   | 5210 cm³ (318 cui)   | 5898 cm³ (360 cui)   | 5898 cm³ (360 cui)   | 5898 cm³ (360 cui)   |
| Leistung                                             | Leistung | 63 kW (86 PS)            | 67 kW (91 PS)            | 82 KW (112 PS)           | 90 kW (112 PS)       | 97 kW (132 PS)       | 100 kW (137 PS)      | 123 kW (157 PS)      | 97 kW (132 PS)       | 122 kW (152 PS)      | 145 kW (198 PS)      |
| Verfügbarkeit                                        | 1979     | –                        | –                        | Serie                    | –                    | –                    | Option               | –                    | –                    | Option               | Option               |
| Verfügbarkeit                                        | 1980     | –                        | Serie                    | –                        | Option               | –                    | –                    | –                    | Option               | –                    | –                    |
| Verfügbarkeit                                        | 1981     | Serie                    | –                        | –                        | –                    | Option               | –                    | Option               | –                    | –                    | –                    |

### Fahrwerk
Das Fahrwerk des Newport entspricht weitestgehend der Konstruktion der alten B-Body-Modelle: An den einzeln aufgehängten Vorderrädern hat er Drehstabfedern, die in ihrer Grundform bereits 1957 eingeführt worden waren; hinten ist es eine Starrachse mit Blattfedern. Vorn hat der Newport Scheibenbremsen, hinten Trommelbremsen.

### Abmessungen und Gewichte
Der R-Body-Newport hat einen 150 mm kürzeren Radstand als sein direkter Vorgänger der C-Body-Familie, und seine Außenlänge ist 177 mm kürzer. Das Leergewicht ist etwa 400 kg niedriger als das des Vorgängers.
Chrysler warb damit, dass der R-Body-Newport ungeachtet seiner reduzierten Abmessungen einen genauso großen Innenraum habe wie sein längerer Vorgänger und die Beinfreiheit vorn sowie die Kopffreiheit insgesamt noch vergrößert geworden seien.

## Produktion
In drei Jahren baute Chrysler insgesamt 75.402 R-Body-Newports. Im ersten Modelljahr entstanden 60.904 Autos. Als der Chrysler-Konzern zum Modelljahr 1980 den Plymouth Gran Fury als neues Basismodell und konzerninternen Konkurrenten einführte, brach der Absatz des Newport ein. In den verbleibenden beiden Modelljahren entstanden nur noch 9.001 (1980) bzw. 5497 (1981) Newports.

## Qualitätsmängel
Der Chrysler Newport litt wie die übrigen Mitglieder der R-Body-Familie an erheblichen Qualitätsmängeln, die auf eine zu schnelle, fehlerhafte Entwicklung, mangelnde Erprobung und nachlässige Fertigung zurückzuführen waren. Eine unternehmensinterne Studie ging davon aus, dass kein einziges Fahrzeug das Fließband mangelfrei verließ; auf 100 produzierte Fahrzeuge kamen 1077 Mängel, sodass jedes Fahrzeug durchschnittlich mit elf Mängeln ausgeliefert wurde.